# Lagenaria breviflora
Lagenaria breviflora là một loài thực vật có hoa trong họ Cucurbitaceae. Loài này được (Benth.) Roberty mô tả khoa học đầu tiên năm 1954.